# Expositor enrollable

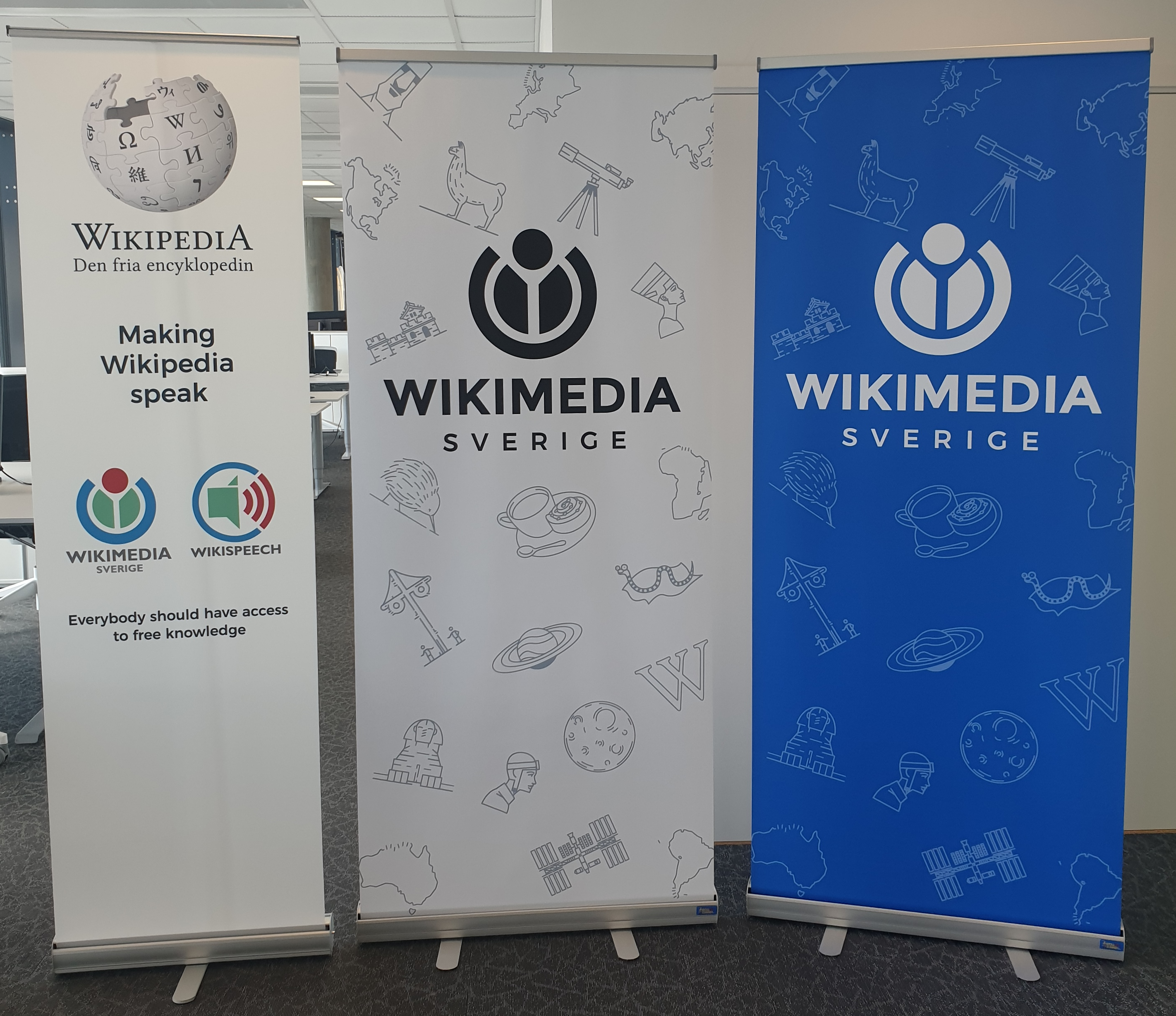
Roll ups de Wikimedia

En marketing se conoce como Roll up o expositor enrollable a un tipo de cartel que se transporta enrollado y se despliega en el espacio en donde se realiza la acción publicitaria o informativa. 
El roll up consta de una estructura de aluminio con un muelle en su interior que hace que la gráfica se enrolle dentro de ella. Una vez desplegado el cartel se fija por medio de una percha metálica y la base se asegura mediante un pie. De esta forma se puede transportar de forma fácil y segura permitiendo utilizarlo en diferentes ocasiones.  
Existen diferentes modelos de roll ups en el mercado que abarcan desde pequeños displays que pueden ser colocados sobre los escritorios hasta los más grandes que a menudo se utilizan en stands o eventos. Algunos modelos también permiten el cambio de gráficas en pocos segundos.

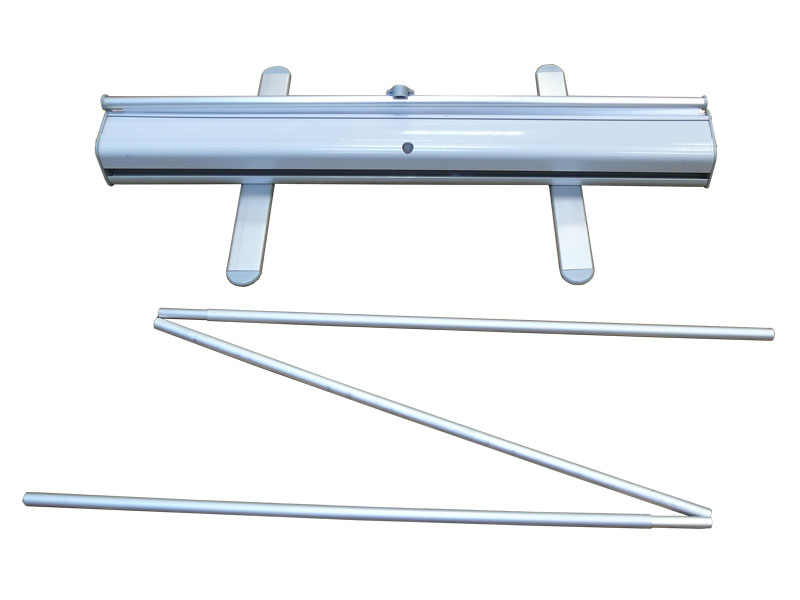
Apariencia antes de instalarse
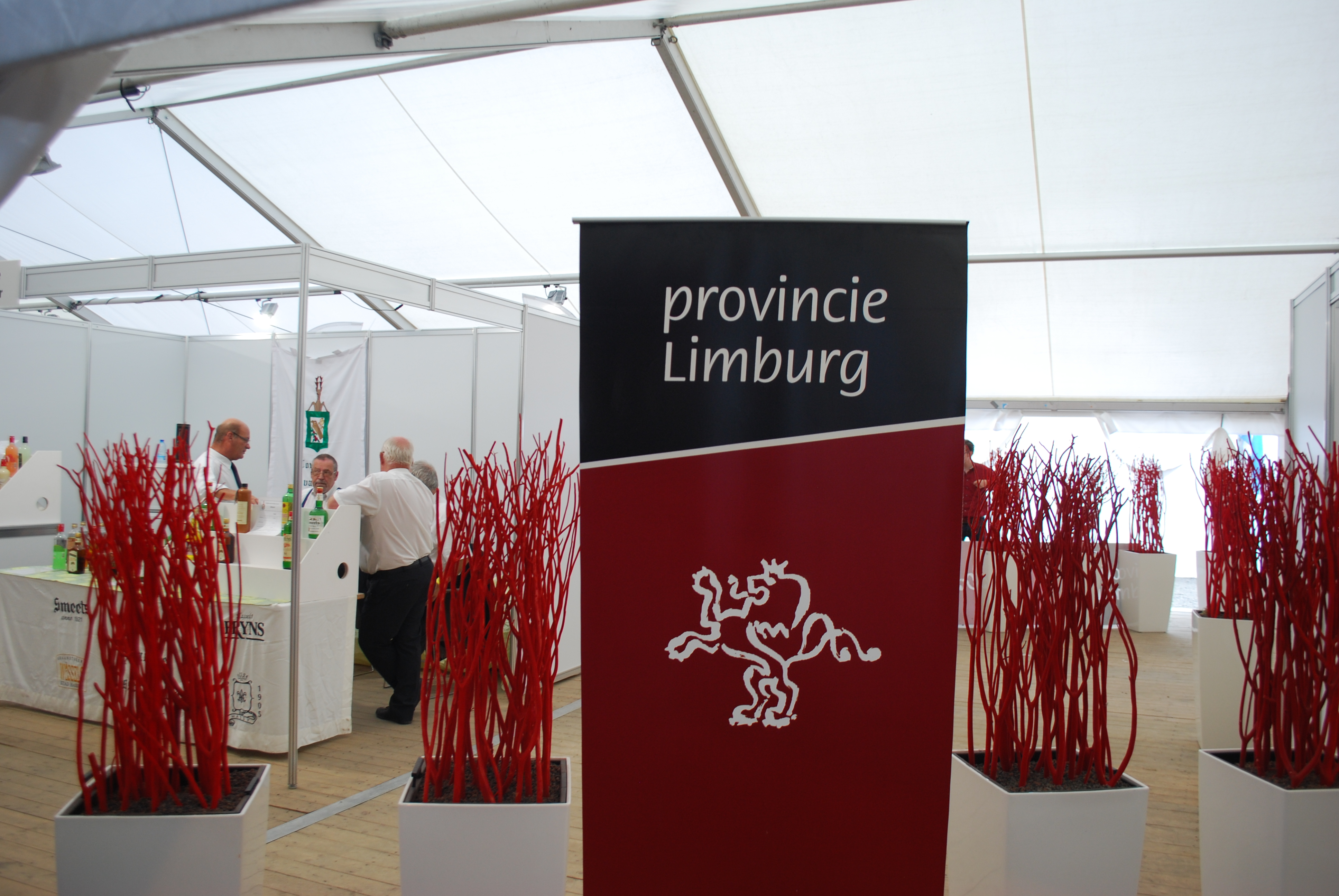
Roll up en una feria agrícola en Bélgica
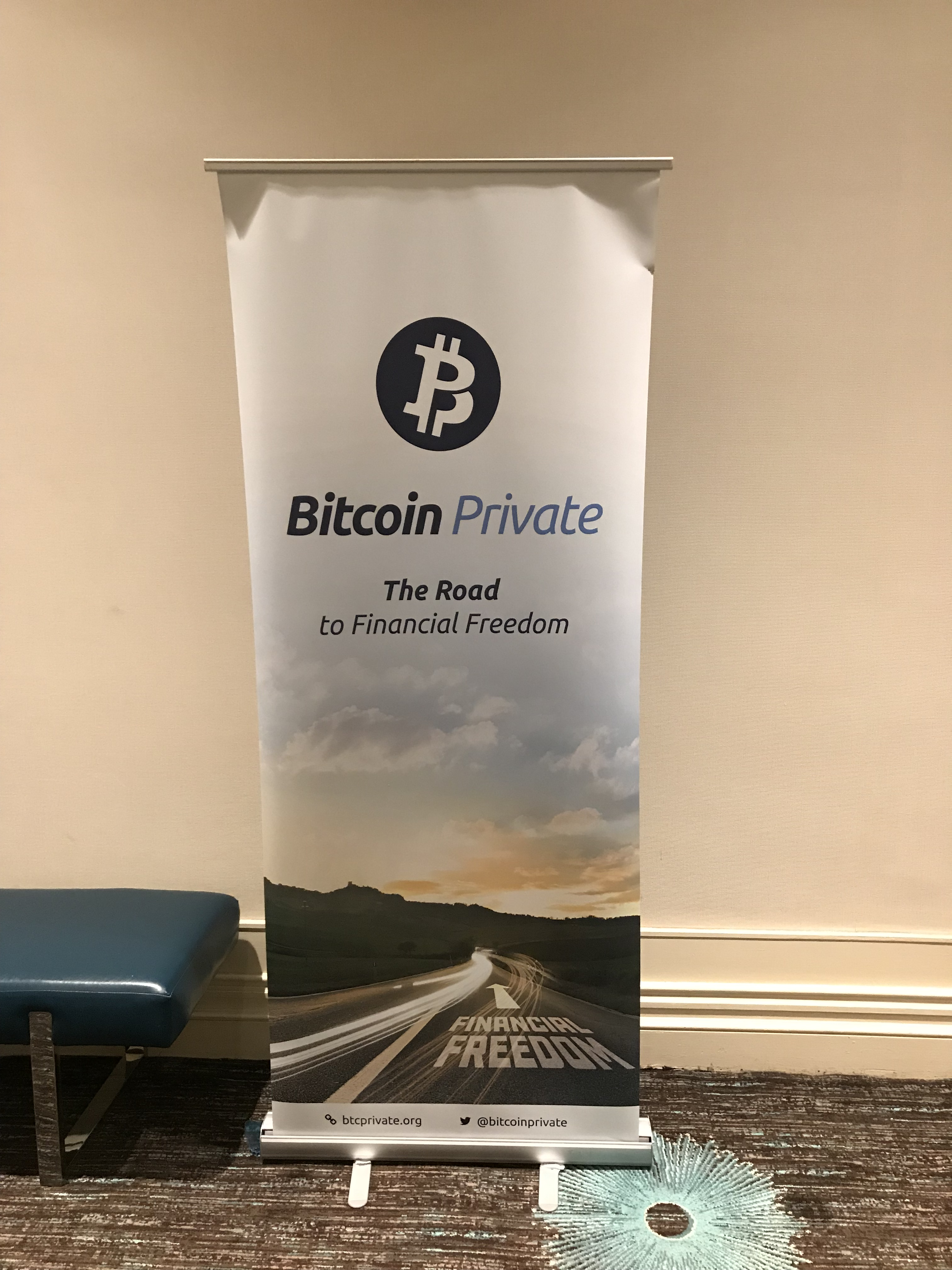
Roll up publicitario de bitcoin
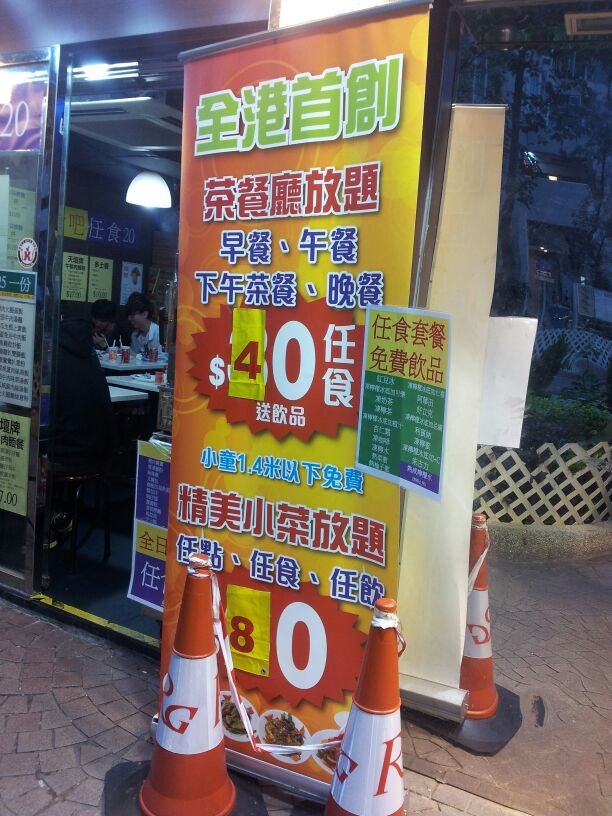
Expositor anunciando un buffet en Hong Kong